# ألكسندرا أورسولياك
ألكسندرا سيرجيفنا أورسولياك (من مواليد 4 فبراير 1983، موسكو، روسيا الاتحادية الاشتراكية السوفياتية، اتحاد الجمهوريات الاشتراكية السوفياتية ) هي ممثلة مسرحية وسينمائية روسية، ممثلة رائدة في مسرح موسكو بوشكين، فازت مرتين بجائزة القناع الذهبي (2014، 2023) وجائزة النسر الذهبي للأفلام (2022).

## روابط خارجية
- ألكسندرا أورسولياك في قاعدة بيانات الأفلام على الإنترنت